# Червенськ (гміна)
Гміна Червенськ (пол. Gmina Czerwieńsk) — місько-сільська гміна у північно-західній Польщі. Належить до Зеленогурського повіту Любуського воєводства.
Станом на 31 грудня 2011 у гміні проживало 9860 осіб.

## Площа
Згідно з даними за 2007 рік площа гміни становила 195.93 км², у тому числі:
- орні землі: 35,00%
- ліси: 51,00%

Таким чином, площа гміни становить 12,47% площі повіту.

## Населення
Станом на 31 грудня 2011:
| Опис     | Загалом | Загалом | Чоловіки | Чоловіки | Жінки | Жінки |
| -------- | ------- | ------- | -------- | -------- | ----- | ----- |
| одиниця  | осіб    | %       | осіб     | %        | осіб  | %     |
| все      | 9860    | 100     | 4896     | 49.66    | 4964  | 50.34 |
| міське   | 4172    | 100     | 2068     | 49.57    | 2104  | 50.43 |
| сільське | 5688    | 100     | 2828     | 49.72    | 2860  | 50.28 |

## Сусідні гміни
Гміна Червенськ межує з такими гмінами: Битниця, Домбе, Зельона Ґура, Свідниця, Скомпе, Сулехув.